# Bagira
Bagira è un comune della città di Bukavu, nella Repubblica Democratica del Congo. È situato ad ovest rispetto al centro cittadino.
Con l'avvento della fazione armata RCD ("Raggruppamento Congolese per la Democrazia"), Bukavu è passata da tre a quattro comuni. Il comune di Kasha è stato creato a partire da un quartiere del comune di Bagira, che si estendeva su un'area di 37,6 chilometri quadrati prima della suddivisione.